# Chiesa di San Carlo ai Cappuccini
La chiesa di San Carlo ai Cappuccini si trova al confine del comune di Borgo San Lorenzo con Scarperia, in località Senni. La struttura ha ospitato una comunità di Frati Minori Cappuccini fino al settembre del 2023, dopodiché il convento è stato chiuso.

## Chiesa di San Carlo
La data di fondazione ufficiale è il 2 giugno 1613, allorché con una processione dipartitasi da Borgo i frati, con concorso di popolo e del clero locale, si recarono processionalmente sul colle prescelto per piantarvi la croce di fondazione.
Fu terminata all'incirca verso il 1620, a spese del marchese Michelangelo Baglioni che provvide in toto alle spese di costruzione, lasciando a sua perpetua memoria lo stemma di famiglia sulla chiave di volta dell'arco del presbiterio e al di sotto di questo il sepolcro destinato ad accoglierlo (ove però trovò sepoltura solo la moglie),
La chiesa è edificata nel più puro stile cappuccino: ad una sola navata con tetto a capriate, senza affreschi o decorazione preziose, eccettuato l'altare maggiore, ligneo, dove troneggia un grande crocifisso ligneo con sullo sfondo, dipinti a tempera su tela, la Vergine addolorata, santa Maria Maddalena, San Carlo Borromeo e San Francesco.
Sul lato sinistro si aprono due piccole cappelle, dedicate all'Immacolata e a San Francesco degli inizi del XX secolo. Davanti alla facciata, sulla destra, vi è una ceramica della Manifattura Chini raffigurante una Pietà.

## Convento dei Cappuccini
La prima pietra del convento fu posta il 2 giugno del 1613. Il convento fu soppresso due volte, dalle leggi napoleoniche prima (1810) e da quelle italiane poi (1866), ritornando ai Cappuccini rispettivamente nel 1814 e nel 1872.
Il convento è stato sede fino agli anni cinquanta del XX secolo del corso di sacra eloquenza, deputato alla formazione dei futuri predicatori, e per questo dotato di una fornita biblioteca in materia; è stato inoltre occasionalmente sede del Seminario minore e infine, dal settembre 1997 al 2016, è stato casa di formazione per post-novizi e gli studenti cappuccini toscani. Per altri anni è rimasto semplice sede di fraternità. Dopo il capitolo dei Frati Minori Cappuccini di Toscana nel 2023 il convento è stato chiuso a causa della riduzione numerica dei frati. 

## Villaggio San Francesco
I frati, durante la loro permanenza nel convento, hanno prestato servizio religioso-pastorale nel vicino Villaggio San Francesco, una struttura per anziani e disabili fondata nel 1926 da p. Massimo da Porretta (1873 – 1969), gestita dalla locale fraternità Terz’Ordine Francescano, che, avendo personalità giuridica, ne è proprietaria.
- Wikimedia Commons contiene immagini o altri file su chiesa di San Carlo ai Cappuccini